# Thérèse Peltier
Thérèse Peltier (Orléans, 29 september 1873 – Parijs, 18 februari 1926) was een Frans beeldhouwer en piloot.
Peltier was naar verluidt de eerste vrouw die als passagier met een vliegtuig meevloog. Omdat in het beginstadium van de luchtvaart vluchten niet goed werden vastgelegd, is het omstreden of Peltier ook daadwerkelijk de eerste vrouw in een vliegtuig was. Een andere mogelijke kandidaat voor deze positie is ene P. Van Pottelsberghe uit Gent, die met Henri Farman mee gevlogen zou hebben in mei 1908.
Peltier was bevriend met Leon Delagrange, eveneens een beeldhouwer met een interesse voor de luchtvaart. Op 8 juli 1908 vloog Peltier als passagier mee met Delagrange in Turijn. Peltier maakte ook solovluchten. Ze vergezelde Delagrange naar Italië, waar ze in Turijn een solovlucht maakte van 200 meter op een hoogte van 2,5 meter. De exacte datum van deze vlucht is onbekend, maar op 27 september 1908 verscheen er een artikel over in het Italiaanse magazine L'Illustrazione Italiana.
Delagrange stierf in een vliegtuigongeluk op 4 januari 1910 te Bordeaux. Na dit ongeluk gaf Peltier de luchtvaart op.
- Bibliothèque nationale de France: cb149793461 (data)
- Gemeinsame Normdatei: 140544224
- International Standard Name Identifier: 0000 0000 7726 3889
- Virtual International Authority File: 107229454
- WorldCat: E39PBJvHb8jMFTdVbXxrxMP4v3